# Arlete de Falaise

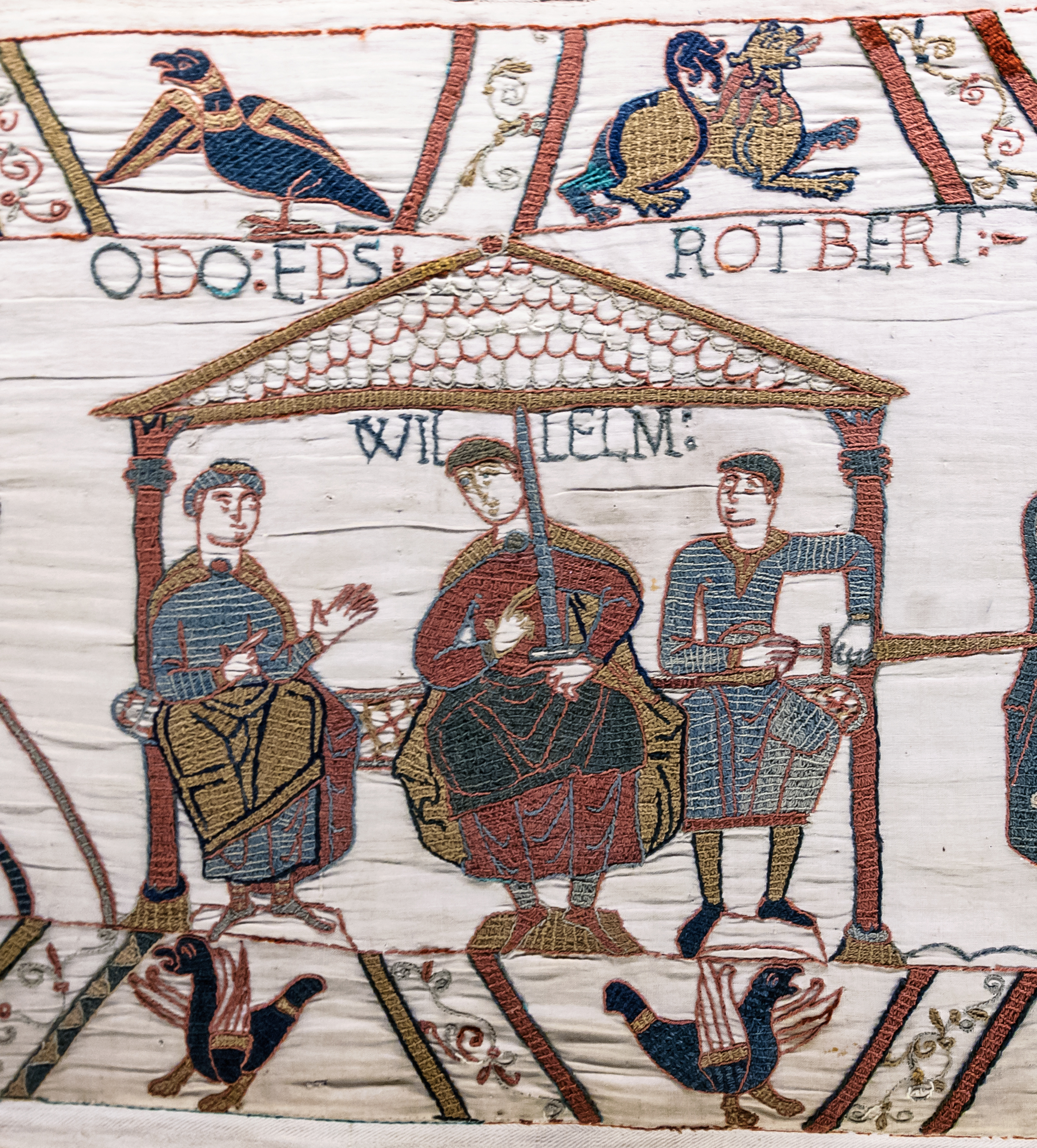
Representação de 3 filhos de Herleva (da esquerda para a direita: Odão de Bayeux, Guilherme I de Inglaterra, Roberto de Mortain) na Tapeçaria de Bayeux.

Arlete de Falaise ou Herleva de Falaise (1011 - 1062) foi filha de um curtidor chamado Fulberto, que morava na pequena cidade de Falaise, na Normandia. No entanto, o termo que designa o comércio de seu pai nas crônicas é ambígua, e também se poderia referir a um boticário, embalsamador ou alguém que recebeu os corpos dos mortos para fazer o seu funeral.
Com a idade de 16 anos, Herleva já tinha um filho com o conde Gilberto de Brionne, que é conhecido como Ricardo de Bienfaite e Ricardo Fitz-Gilbert, pouco antes de se tornar amante de Roberto I da Normandia, "o Magnífico", (1010 - 3 de Julho de 1035), foi duque de Normandia desde Agosto de 1027. 

## Relações familiares

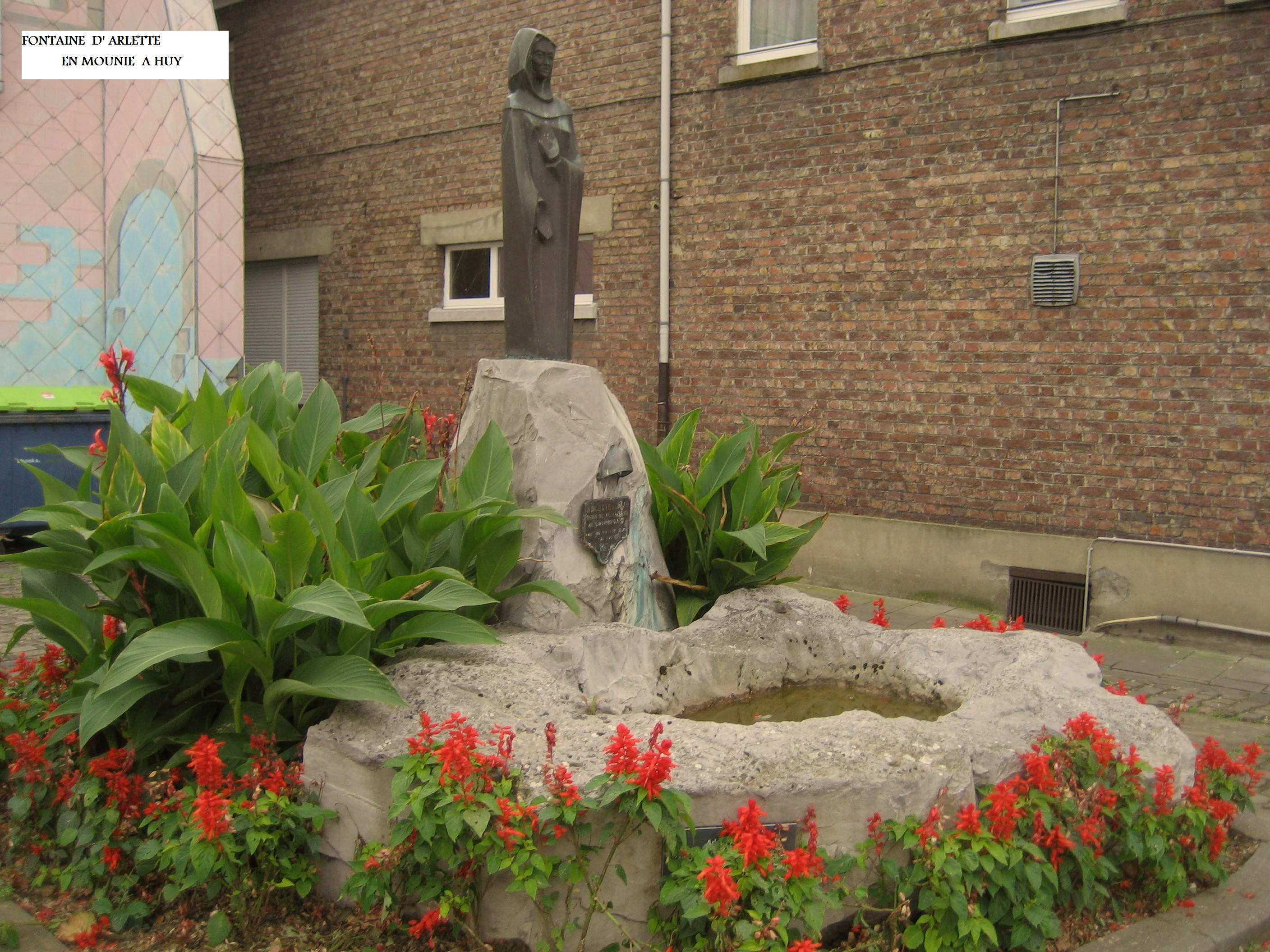
Estátua de Arlette em Huy. Nesta cidade belga, ela é considerada uma criança do país.

Foi filha de Fulberto de Falaise (Falaise, 976 - 1017) e de Doue ou Doda  princesa da Escócia, filha de Malcolm II da Escócia, rei da Escócia. Das suas relações amorosas teve vários filhos.
Com o duque da Normandia Roberto I da Normandia, "o Magnífico" (1010 - 3 de Julho de 1035), teve:
- Guilherme I de Inglaterra, "o Conquistador" (c. 1027 - 1087), duque da Normandia e rei da Inglaterra.

Com Herluino de Conteville  (1001 - c. 1066) teve:
- Roberto de Mortain (? - c. 1090), Conde de Mortain e Cornualha, companheiro do seu meio irmão Guilherme I de Inglaterra na Batalha de Hastings;
- Odo de Bayeux (entre 1030 e 1035 – Palermo, 6 de janeiro de 1097), bispo de Bayeux, Conde de Kent, companheiro do seu meio irmão Guilherme I de Inglaterra na Batalha de Hastings;
- Filha de nome incerto que foi casada com Guilherme de La Ferté-Mace, senhor de La Ferté-Mace.

Com Herluino teve:
- Adelaide da Normandia (1026 - 1090), condessa de Aumale.

## Bibliografa
- Elisabeth MC van Houts, 'As Origens do Herleva, mãe de William, o Conquistador ", em A Revisão Histórica Inglês , vol. 101, No. 399 (Abril 1986), p. 399-404.
- David C. Douglas, William, o Conquistador , University of California Press, 1964, p. 380-383.